# Celibátník
Celibátník je kněz, který žije v celibátu. Specifický význam má označení v řeckokatolické a pravoslavné církvi, kde se tímto pojmem označuje duchovní, který se ještě před vysvěcením na jáhna rozhodl pro sexuální zdrženlivost.

## Celibátníci v řeckokatolické a pravoslavné církvi
V řeckokatolické a pravoslavné církvi je celibát povinný jen u řeholníků a biskupů. Kandidát kněžství se ještě před jáhenským svěcením musí rozhodnout, zda se ožení, nebo zůstane celibátníkem, protože jako jáhen-bohoslovec nebo kněz by už nemohl uzavřít manželství (a to ani v případě, že by ovdověl). Biskupové jsou vybíráni z řeholníků nebo celibátníků.

## Jiné významy
- v přeneseném významu je celibátník člověk, který je v určitém směru zdrženlivý
- koroptví samec, který zůstal lichý (bez samice)